# Голден, Энни
Энни Голден (англ. Annie Golden, род. 19 октября 1951) — американская актриса и певица, добившаяся наибольшего успеха благодаря выступлениям в бродвейских мюзиклах.
Голден родилась в Бруклине, Нью-Йорк, и в 1970-х добилась похвалы от критиков будучи солисткой панк-рок группы The Shirts. Группа выпустила три коммерчески провальных альбома, а Голден в 1980-х начала выступать сольно, хотя и периодически воссоединялась в The Shirts.
В 1977 году, Голден дебютировала на Бродвее в мюзикле «Волосы», а два года спустя повторила свою роль в одноимённом кинофильме. Роль в фильме стала её единственным значимым появлением на большом экране, после чего она вернулась на сцену и лишь иногда брала на себя небольшие роли в кино. На телевидении она тем временем имела заметные роли в «Полиция Майами» (1985-86) и «Весёлая компания» (1989-92), а также появилась в «Закон и порядок» и «Закон и порядок: Специальный корпус». В 2013 году, Голден взяла на себя второстепенную роль заключенной Нормы Романо в сериале Netflix «Оранжевый — хит сезона».

## Фильмография
- Волосы (1979)
- Отчаянно ищу Сьюзен (1985)
- Древнейшая профессия (1985)
- Безумие улиц (1986)
- Любовь в опасности (1987)
- Бэби-бум (1987)
- Давний друг (1989)
- Только бизнес (1991)
- Это моя жизнь (1992)
- Прелюдия к поцелую (1992)
- Хрусталик и пингвин (1995)
- 12 обезьян (1995)
- Единственный выход (1996)
- Арест Джины (1997)
- Американский астронавт (2001)
- Семейные ценности (2003)
- Посланники (2004)
- Искушение (2004)
- Законы Бруклина (2007)
- Её зовут Сексина (2007)
- Приключения Пауэра (2008)
- Я люблю тебя, Филлип Моррис (2008)
- Проблема с Кали (2012)
- Оранжевый — хит сезона (2013 — наст. вр.)
- Кайф с доставкой (3 сезон, 3 серия)